# Ruth Prawer Jhabvala

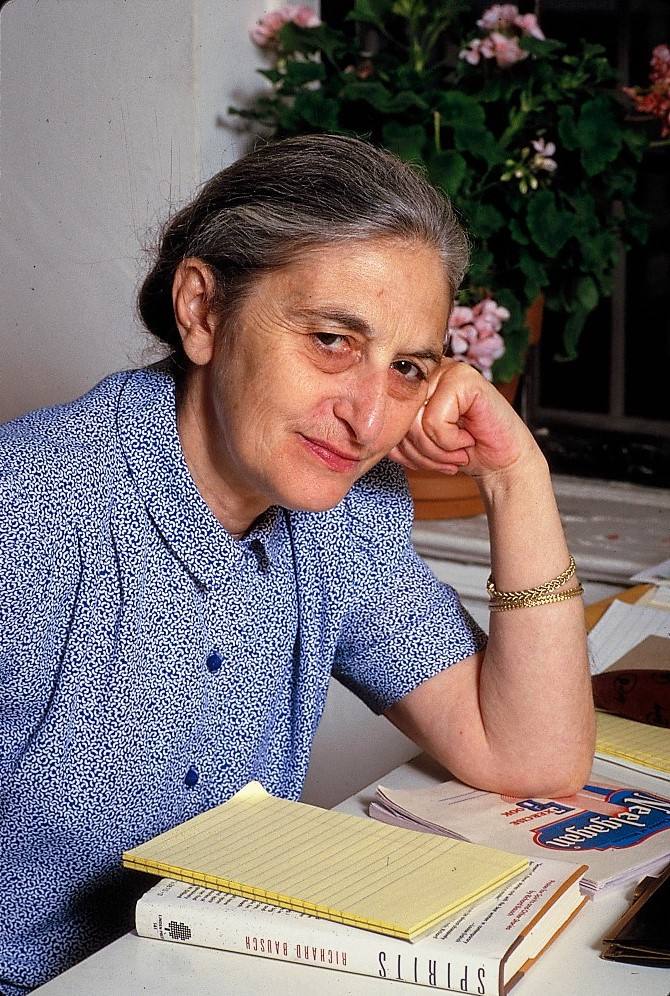
Ruth Prawer Jhabvala, 1987

Ruth Prawer Jhabvala geb. Prawer (* 7. Mai 1927 in Köln; † 3. April 2013 in New York City) war eine britische Schriftstellerin und Drehbuchautorin. Sie arbeitete mehr als vier Jahrzehnte eng mit dem Regie/Produzenten-Duo Ismail Merchant und James Ivory zusammen.
Für die Drehbücher zu Ivorys Filmen Zimmer mit Aussicht (1985) und Wiedersehen in Howards End (1992), die beide nach Romanvorlagen von E. M. Forster entstanden, wurde sie jeweils mit einem Oscar ausgezeichnet.

## Leben
Geboren wurde sie als Ruth Prawer in eine polnisch-deutsche jüdische Familie. Der Geburtsname ihrer Mutter war Eleanora Cohn, ihr Vater der Anwalt Marcus Prawer. Ihre Eltern emigrierten 1939 mit ihr und ihrem älteren Bruder Siegbert Salomon Prawer (1925–2012) aus dem nationalsozialistischen Deutschen Reich nach England. 1948 wurde sie britische Staatsbürgerin. Ihr Vater beging im gleichen Jahr Selbstmord, als er herausfand, dass 40 Familienmitglieder im Holocaust umgekommen waren; Ruth kam nie mehr nach Deutschland.
Sie studierte an der University of London englische Literatur und heiratete 1951 Cyrus S. H. Jhabvala, einen indischen Architekten und Parsen. Das Paar zog nach Neu-Delhi und gründete eine Familie; sie bekamen drei Töchter. Ruth Prawer Jhabvala begann ihre neuen Erfahrungen in Indien literarisch zu verarbeiten und schrieb Romane und Erzählungen.
1955 erschien ihr erstes Buch To Whom She Will (Amrita und Hari, 1956), eine Geschichte über die junge Inderin Amrita, die unstandesgemäß den niederkastigen Hari – ihre, wie sie glaubt, große Liebe – heiraten möchte, was letztlich an der Gefangenheit in den jeweiligen gesellschaftlichen Konventionen scheitert. In kurzer Folge veröffentlicht Prawer Jhabvala weitere Erzählungen, die mit ungeschönter Einsicht in die Verhältnisse der indischen Gesellschaft und in leicht ironischem Unterton das für den Europäer Fremde plastisch werden lassen. Dabei ist sie kritisch, denunziert das Indische jedoch nicht. Sie publizierte seit 1957 31 ihrer Kurzgeschichten im New Yorker.
Merchant Ivory Productions trat 1963 mit der Bitte, ein Drehbuch zu ihrem 1960 erschienenen Roman The Householder zu schreiben, an sie heran. Damit begann eine mehr als 20 Filme andauernde Partnerschaft mit internationalem Erfolg, besonders in den späten 1980er und frühen 1990er Jahren. Es entstanden A Room with a View (1986, Zimmer mit Aussicht), Howards End (1992, Wiedersehen in Howards End) und The Remains of the Day (1993, Was vom Tage übrig blieb). Für die Drehbücher der beiden ersten Filme wurde Ruth Prawer Jhabvala jeweils mit dem Oscar ausgezeichnet; in beiden Filmen war die Romanvorlage von E. M. Forster.
1975 erhielt sie den renommierten britischen Booker Prize für ihren Roman Heat and Dust (Hitze und Staub, deutsch 1985), der 1982 von James Ivory verfilmt wurde. Darin geht es um die Kolonialgeschichte in Britisch-Indien.
Im selben Jahr – 1975 – zog Jhabvala nach New York und lebte dort bis zu ihrem Tod. 1986 erhielt sie die US-amerikanische Staatsbürgerschaft. 1984 war sie MacArthur Fellow.
Am 3. April 2013 erlag Ruth Prawer Jhabvala in ihrem Haus im Alter von 85 Jahren einer Lungenerkrankung.

## Bücher in deutscher Übersetzung
- 1956: Amrita und Hari. (To Whom She Will) E. Günther Verlag, Stuttgart,
  - 1990: Neuauflage: Die Liebesheirat. dtv-Taschenbuch, München, ISBN 3-423-11811-3.
- 1985: Hitze und Staub. (Originaltitel: Heat and Dust, übersetzt von Utta Roy-Seifert), Klett-Cotta, Stuttgart, zuletzt 2. Auflage, Stuttgart 1986, ISBN 3-608-95265-9.
- 1989: Eine Witwe mit Geld – 11 Erzählungen (Originaltitel: Out of India, übersetzt von Utta Roy-Seifert), Klett-Cotta, Stuttgart, ISBN 3-608-95565-8.

## Filme (Auswahl)
- 1963: The Householder
- 1965: Shakespeare-Wallah
- 1969: The Guru
- 1970: Bombay Talkie
- 1979: The Europeans
- 1981: Quartett (Quartet)
- 1983: Hitze und Staub (Heat and Dust)
- 1984: Die Damen aus Boston (The Bostonians)
- 1985: Zimmer mit Aussicht (A Room With a View)
- 1988: Madame Sousatzka
- 1990: Mr. & Mrs. Bridge
- 1992: Wiedersehen in Howards End (Howards End)
- 1993: Was vom Tage übrig blieb (The Remains of the Day)
- 1995: Jefferson in Paris
- 1996: Mein Mann Picasso (Surviving Picasso)
- 2000: The Golden Bowl
- 2003: Eine Affäre in Paris (Le Divorce)
- 2009: The City of Your Final Destination

## Auszeichnungen
- 1975: Booker Prize für Hitze und Staub
- 1976: Guggenheim-Stipendium
- 1979: Neil Gunn International fellow
- 1983: Literary Lion Award der New York Public Library
- 1984: MacArthur Fellowship
- 1984: London Critics Circle Film Award für Hitze und Staub (Drehbuchautorin des Jahres)
- 1984: British Academy Film Award für Hitze und Staub (Bestes adaptiertes Drehbuch)
- 1984–1989: MacArthur Foundation Fellow
- 1987: Writers Guild of America Award für Zimmer mit Aussicht (Bestes adaptiertes Drehbuch)
- 1987: Oscar für Zimmer mit Aussicht (Bestes adaptiertes Drehbuch)
- 1990: New York Film Critics Circle Award für  Mr.& Mrs. Bridge (Bestes Drehbuch)
- 1993: Oscar für Wiedersehen in Howards End (Bestes adaptiertes Drehbuch)
- 1993: Spezialpreis des National Board of Review
- 1994: Writers Guild of America Award („Laurel Award for Screen Writing Achievement“)
- 1997: Gotham Award („Writers Award“)
- 1998: Commander of the British Empire (CBE)[6]
- 2002: BAFTA Fellowship
- 2005: O.-Henry-Preis für die Kurzgeschichte Refuge in London